# Elección para gobernador de Ohio de 2022
La elección para gobernador de Ohio de 2022 se realizó el 8 de noviembre. El gobernador republicano titular Mike DeWine se postuló para la reelección. Está previsto que el ganador de las elecciones preste juramento como gobernador de Ohio el 9 de enero de 2023.
Las elecciones primarias se realizaron el 3 de mayo.

## Primaria republicana

### Candidatos declarados
- Joe Blystone, agricultor.[1]
- Mike DeWine, gobernador en funciones.[2][3]
- Ron Hood, ex representante estatal.[4][5]
- Jim Renacci, ex representante por Ohio.[6]

### Resultados
| Candidatos                      | Votos     | %    |
| ------------------------------- | --------- | ---- |
|                                 | Votos     | %    |
| Mike DeWine                     | 519 594   | 48,1 |
| Jim Renacci                     | 302 494   | 28,0 |
| Joe Blystone                    | 235 584   | 21,8 |
| Ron Hood                        | 22 411    | 2,1  |
|                                 |           |      |
| Total                           | 1 080 083 | 100  |
|                                 |           |      |
| Fuente: Ohio Secretary of State |           |      |

## Primaria demócrata

### Candidatos declarados
- John Cranley, exalcalde de Cincinnati.[7]
- Nan Whaley, exalcaldesa de Dayton.[8]

### Resultados
| Candidatos                      | Votos   | %    |
| ------------------------------- | ------- | ---- |
|                                 | Votos   | %    |
| Nan Whaley                      | 331 014 | 65,0 |
| John Cranley                    | 178 132 | 35,0 |
|                                 |         |      |
| Total                           | 509 146 | 100  |
|                                 |         |      |
| Fuente: Ohio Secretary of State |         |      |

## Encuestas
| Fuente de la encuesta      | Fecha de realización        | Tamaño de muestra | DeWine (R) | Whaley (D) | Dif. |
| -------------------------- | --------------------------- | ----------------- | ---------- | ---------- | ---- |
| Cygnal                     | 22-26 de octubre de 2022    | 1817 (LV)         | 56%        | 35%        | +21% |
| Baldwin Wallace University | 20-23 de octubre de 2022    | 1068 (LV)         | 57%        | 40%        | +17% |
| Ohio Northern University   | 11-15 de octubre de 2022    | 668 (LV)          | 60%        | 29%        | +31% |
| Trafalgar Group            | 10-12 de octubre de 2022    | 1081 (LV)         | 55%        | 37%        | +18% |
| Center Street PAC          | 1 de octubre de 2022        | 964 (RV)          | 51%        | 33%        | +18% |
| Siena College              | 18-22 de septiembre de 2022 | 642 (LV)          | 55%        | 32%        | +23% |
| Center Street PAC          | 2 de septiembre de 2022     | 987 (RV)          | 52%        | 31%        | +21% |
| Suffolk University         | 22-24 de mayo de 2022       | 500 (LV)          | 46%        | 30%        | +16% |
| Trafalgar Group            | 16-18 de agosto de 2022     | 1087 (LV)         | 54%        | 38%        | +16% |
| Emerson College            | 15-16 de agosto de 2022     | 925 (LV)          | 49%        | 33%        | +16% |

## Resultados

### Generales
| Elección para gobernador de Ohio 2022 | Elección para gobernador de Ohio 2022 | Elección para gobernador de Ohio 2022 | Elección para gobernador de Ohio 2022 | Elección para gobernador de Ohio 2022 |
| Partido                               | Partido                               | Candidato                             | Votos                                 | %                                     |
| ------------------------------------- | ------------------------------------- | ------------------------------------- | ------------------------------------- | ------------------------------------- |
|                                       | Republicano                           | Mike DeWine                           |                                       |                                       |
|                                       | Demócrata                             | Nan Whaley                            |                                       |                                       |
| Escritos                              |                                       |                                       |                                       |                                       |
|                                       |                                       |                                       |                                       |                                       |
| Total                                 | Total                                 | Total                                 |                                       | 100                                   |